# ザ・ベルズ
「ザ・ベルズ」（The Bells）は、モータウンのボーカル・グループ、オリジナルズ（The Originals）が1970年に発表した楽曲。

## 概要
マーヴィン・ゲイ、彼の妻のアンナ・ゴーディ・ゲイ、ベリー・ゴーディの姪のアイリス・ゴーディ、ソングライターのエルジー・ストーヴァーの4人によって書かれた。1970年1月8日、シングルA面曲として発表され、同年発売のセカンド・アルバム『Portrait of the Originals』に収録された。ドラムズはマーヴィン・ゲイが担当した。
同年4月11日付のビルボード・Hot 100で12位を記録した。ソウル・チャートで4位を記録し、1970年の年間チャートで82位を記録した。
ゲイらは恋愛の多幸感を「The Bells」という言葉に託した。「君に捨てられたら／あの鐘の音はもう二度と聞こえないだろう」「僕は思った／もし君と別れたりしたらきっと頭がおかしくなってしまうだろう」

## カバー・バージョン
- ローラ・ニーロ - 1971年のアルバム『ゴナ・テイク・ア・ミラクル』に収録。
- アーロン・ネヴィル - 1993年のアルバム『The Grand Tour』に収録。
- カラー・ミー・バッド - 1994年のアルバム『Time and Chance』に収録。